# Plérin
Plérin é uma comuna francesa na região administrativa da Bretanha, no departamento Côtes-d'Armor. Estende-se por uma área de 27,71 km². Em 2010 a comuna tinha 14 642 habitantes (densidade: 528,4 hab./km²).